# Pierre Pauty
Pierre Pauty, parfois connu sous le pseudonyme de Jean Denipierre, né le 8 mars 1930 dans le 3e arrondissement de Paris et mort le 14 juillet 2000 à Saint-Denis, est un militant d'extrême droite français.

## Biographie
D'origine limousine, il est instituteur de métier, et fut directeur d'une école à Saint-Denis.
Il commence par militer à l'UDCA de Pierre Poujade dont il est rédacteur de sa tribune Fraternité Française, puis à Europe-Action, et au Rassemblement européen de la liberté (REL). En 1972, il participe à la création du Front national, dont il incarne la tendance radicale. Il le quitte en 1980 pour le Parti nationaliste français (PNF) dont il fut l'un des dirigeants. Il revient au FN en 1992, où il est élu membre du Comité central en 1994 et conseiller municipal FN de Saint-Denis, puis rejoint le MNR de Bruno Mégret en 1999.
Il a également été journaliste aux Écrits de Paris, à Rivarol, à Défense de l'Occident, ainsi que rédacteur en chef du journal de Pierre Bousquet, Militant, de sa création en 1967 à 1992.
Il a été membre de l'Union des intellectuels indépendants.